# Черви

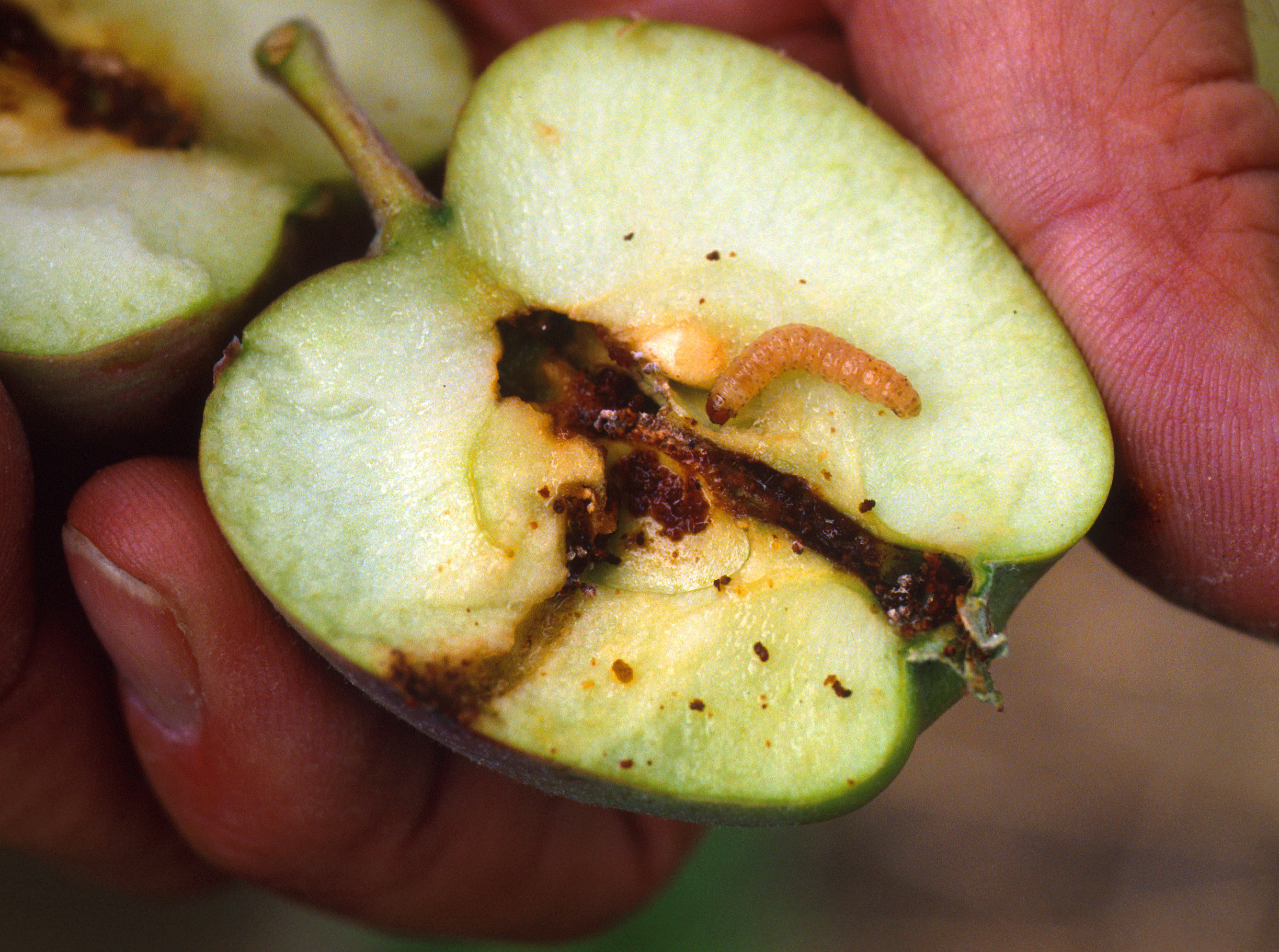
Червиве яблуко — наслідок життєдіяльності личинки яблуневої плодожерки

Че́рви (лат. Vermes) — збірна (поліфілетична) група тварин, яка включає безхребетних з тонким видовженим тілом і м'якими покривами. Червами називають декілька типів тварин, а в побуті — ще й личинок багатьох комах (гусениць та ін.).

## Таксономія
Черви мали ранг типу у системі Карла Ліннея, де під цією назвою об'єднувалася більшість безхребетних, але вже скоро цей тип був розформований зоологами.  
В сучасній українській біологічній термінології до червів належать такі типи тварин: плоскі черви, круглі черви та кільчасті черви.
З іншого боку, слово «черви» значно частіше трапляється в наукових назвах тварин в англійській та німецькій мовах (англ. worms та нім. Würmer).

## Етимологія
Слово че́рви нині вживається тільки в множині (це зауважував ще Б. Д. Грінченко в своєму «Словарі»), в однині використовується черв'як (розм. червак), утворене суфіксальним способом від архаїчного черв (д.-рус. чьрвь). Воно походить від прасл. *čьr̥vь, яке витіснило раніше *čьr̥mь (сліди його залишилися в похідних від однокореневого прикметника *čьr̥mьnъ, «червлений»). Припускають, що заміна [m] на [v] сталася під впливом етимологічно спорідненого *čьr̥viti (одне зі значень якого було «кишіти»). Синонімічні хроба́к, роба́к походять від прасл. *xrobakъ, утвореного від *xrobati («гризти з хрускотом, хрускотіти»).
Латинське слово для позначення черв'яка — vermis — походить, скоріше за все, від пра-і.є. *wr̥mis («черв'як», звідки також і прасл. *vьr̥m-, заст. укр. верм'яний), утвореного, можливо, від *wer- («повертати», «вертіти»), звідки також лат. verto.